# Acyrthosiphon ignotum
Acyrthosiphon ignotum är en insektsart som beskrevs av Alexandre Mordvilko 1914. Acyrthosiphon ignotum ingår i släktet Acyrthosiphon och familjen långrörsbladlöss. Arten är reproducerande i Sverige. Inga underarter finns listade i Catalogue of Life.